# Publikace

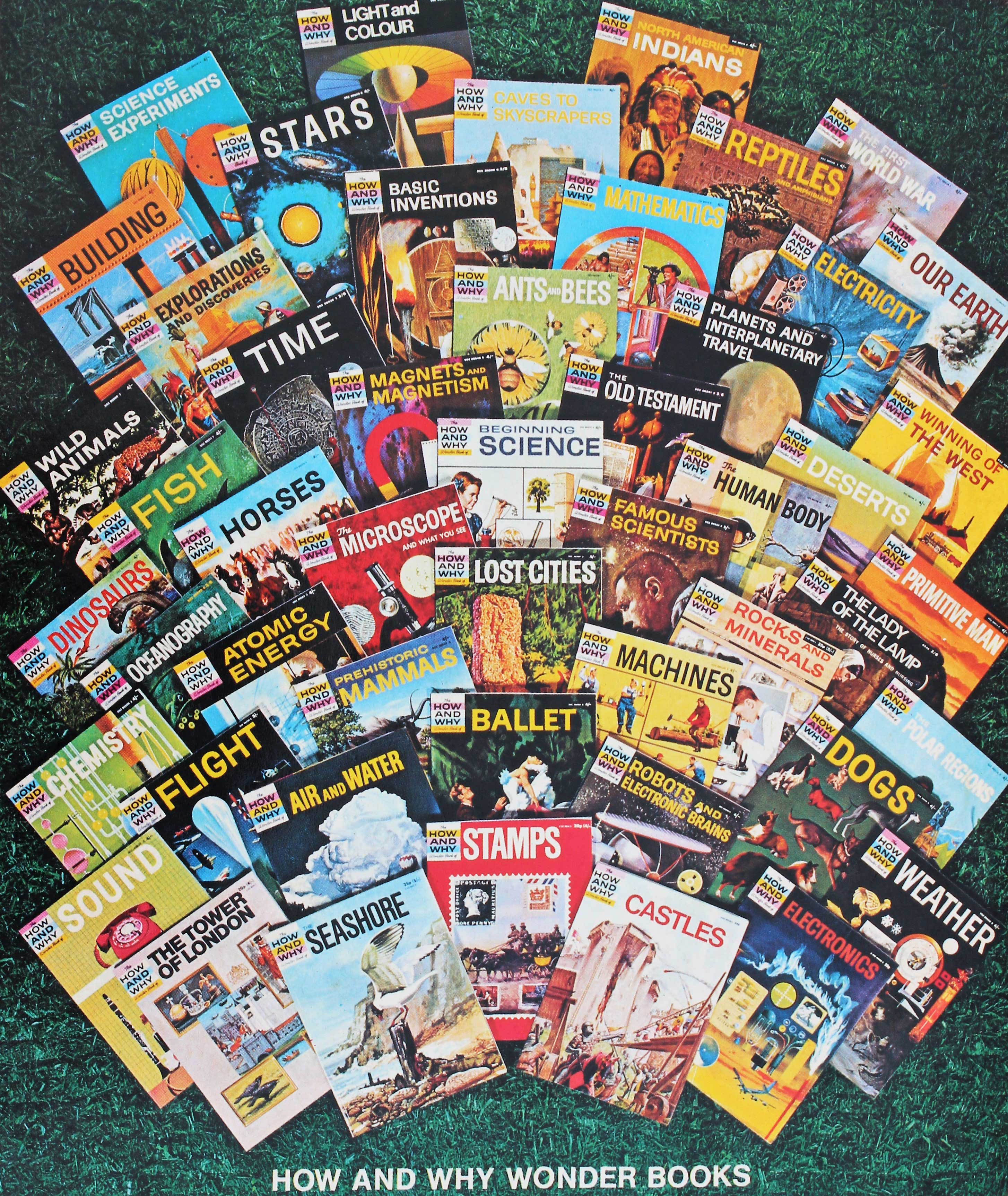
Mnoho knih publikované různými autory.

Cizí slovo publikace či publikování, česky zveřejnění či vydání, označuje uvedení nějaké informace, textu či zprávy ve známost, nejčastěji v tisku nebo na internetu. Příkladem je publikace výsledků vědeckého výzkumu nebo publikování nově platných právních norem ve Sbírce zákonů.
Výraz publikace také označuje konkrétní dílo vydané tiskem (před vynálezem knihtisku i dílo zveřejněné v ručním opisu), případně i na webu (internetová publikace).

## Příklady publikací
- periodická publikace
- neperiodická publikace
- vědecká publikace
- odborná publikace
- oficiální publikace
- knižní publikace
- časopisecká publikace